# Nicolò di Montalban
Nicolò di Montalban (auch: Nicolo de Montalban und Nicolò Montalbano oder Nicolaus de Montalbani; geboren vor 1672 in Venedig; gestorben 1695) war ein venezianischer Dichter, Architekt und katholischer Geistlicher, der Philipp Christoph von Königsmarck, Liebhaber der Kurprinzessin Sophie Dorothea von Hannover, ermordete.

## Leben
Di Montalban entstammte einer verarmten venezianischen Adelsfamilie. 1672 kam er in die Dienste des Herzogs Johann Friedrich von Braunschweig-Lüneburg und stand auch mit anderen Familienmitgliedern der Welfen in enger Beziehung. Die spätere hannoversche Kurfürstin Sophie beispielsweise nannte ihn „nostre Montalban“.
Di Montalban lieferte als Architekt die Entwürfe für die beiden unter seiner Leitung errichteten Seitenflügel von Schloss Osnabrück, die bis 1683 fertiggestellt wurden.
Am Hof des Herzogs Johann Friedrich († 1679) und dessen Bruders und Nachfolgers Ernst August fand der di Montalban vielseitige Verwendung, zunächst vor allem als Poet, der unter anderem verschiedene Dramen und Opern verfasste. 1681 erschien sein gemeinsam mit Nikolaus Adam Strungk, Sophie Amalie, Regentin von Dänemark und Norwegen, Pier Antonio Fiocco, Ortensio Mauro und Marc’Antonio Ziani geschaffenes musikalisch darzubietendes Drama L’Alceste. Im Juli 1681 war Montalban dazu ausersehen, anlässlich des Besuches der Celler Hofgesellschaft in Hannover die kleine Prinzessin Sophie Dorothea als deren Ehrenkavalier zu betreuen.
Der zum Priester geweihte Höfling war jedoch auch wegen zahlreicher Affären und Spielschulden bekannt, die er bald nur noch mit Hilfe des jüdischen Hoffaktors Leffmann Behrens bewältigen konnte. Auch die Bauleitung und die Organisation des Osnabrücker Schlosses im Auftrag des damaligen Fürstbischofs Ernst August hatte di Montalban offensichtlich überfordert. Die Baukosten stiegen übermäßig, der Ausbau verzögerte sich und fand erst mit dem Tod Herzog Johann Friedrichs und dem Umzug Ernst Augusts als dessen Nachfolger nach Hannover einen weitgehenden Abschluss.
Di Montalban war ein Zeitgenosse des damals  ebenfalls in Hannover lebenden Gottfried Wilhelm Leibniz. Durch die Erwähnung im Briefwechsel von Leibniz wurde der Name Montalban Teil des Weltdokumentenerbes der UNESCO.
Weltberühmt wurde „die politisch-erotische Königsmarck-Affäre“, in der die von ihrem Ehemann und späteren König von Großbritannien Georg Ludwig (George I.) vernachlässigte Kurprinzessin Sophie Dorothea ein Liebesverhältnis mit dem Obersten der Leibgarde des Herzogs, Philipp Christoph von Königsmarck, einging. Nachdem insbesondere durch den Schriftwechsel der beiden Liebenden die Amour fou bekannt geworden war, kam es zu einem, nicht zuletzt politisch motivierten, Mordkomplott durch die vier Hofleute Wilken von Klencke, Philipp Adam zu Eltz, Johann Christoph von Stubenvol und Nicolò di Montalban, der in der Nacht vom 11. auf den 12. Juli 1694 im Leineschloss den tödlichen Streich gegen Königsmarck führte. Die Leiche wurde  in die Leine entsorgt. Sophie Dorothea wurde anschließend geschieden und blieb durch den Ort ihrer lebenslangen Verbannung als „Prinzessin von Ahlden“ bekannt.
Di Montalban erhielt für seine Tat eine hohe Geldbelohnung: Der bis dahin regelmäßig mittellose und stark verschuldete Graf Montalban, der üblicherweise mit einem Jahresgehalt von 200 Talern hätte haushalten müssen, stand im Zeitraum des „spurlosen Verschwindens“ Königmarcks in den hannoverschen Kammerrechnungen von 1694/95 plötzlich als Darlehnsgeber mit einer Gesamtsumme von 15.000 Talern in den Büchern. Sein plötzlicher Vermögenszuwachs lieferte – unabhängig von den Einzelheiten des Mordes – das entscheidende Indiz für die Komplizenschaft mit der hannoverschen Regierung. Die von Historikern sowohl als Blutgeld als auch Schweigegeld bezeichnete Geldanlage erlaubte es der Landesherrschaft, „im Falle eines Falles die Verzinsung auszusetzen, ja, sogar das Stammkapital einzufrieren.“
Montalban starb ein Jahr nach dem Mord. Doch wie er es in seinem Testament bestimmt hatte, zahlte die hannoversche Kammer der Geliebten Montalbans bis zu ihrem Lebensende 1743 jährlich „die Zinsen für 2000 Taler der Belohnung, 5 % per annum.“

## Werke (Auswahl)
- Nikolaus Adam Strungk, Sophie Amalie, Danimarca e Norveggia Regina, Pier Antonio Fiocco, Ortensio Mauro, Nicolò Montalban, Marc’Antonio Ziani: L'Alceste. Drama per Musica Da rapresentarsi di nuova nel Theatro D'Hannover, L'Anno 1681. Alla Maesta Di Amalia Regina Di Danimarca, E Norveggia … Nata Duchessa Di Braunsvich, E Lunebourg, in Hannover per Volfango Schwendiman, 1681; diglib.hab.de der Herzog August Bibliothek Wolfenbüttel

Gebäude:
- Entwürfe, Bauleitung und Organisation für die beiden von 1679 bis 1683 erbauten Seitenflügel von Schloss Osnabrück[7]

## Porträt des Bischofs von Monteban
In der Toilettkammer der Königin von Preußen, Sophie Charlotte von Hannover auf Schloss Lietzenburg, das ihr zu Ehren später Schloss Charlottenburg benannt wurde, ließ die Königin zahlreiche Porträtgemälde zumeist schöner, adliger Damen aufhängen. In diesem halb „privatem“ Raum hingen aber auch weitere, oftmals von dem Maler Anthonis Schoonjans geschaffene Bilder, darunter auch „das Porträt des Bischofs von ‚Monteban‘, wahrscheinlich der italienische Geistliche Don Nicolo Montalban“. Der heutige Standort des Gemäldes ist unbekannt.